# Christian Sánchez (cầu thủ bóng đá người El Salvador)
Christian Alexander Sánchez Viscarra (sinh ngày ngày 15 tháng 5 năm 1983 ở Sonsonate, El Salvador) là một cầu thủ bóng đá người El Salvador, hiện tại thi đấu ở vị trí tiền vệ cho Sonsonate ở Salvadoran Premier Division.

## Sự nghiệp câu lạc bộ
Sánchez khởi đầu sự nghiệp tại đội bóng tại Salvadoran Second Division A.D. Municipal de Juayúa, trước khi chuyển đến câu lạc bộ quê nhà Sonsonate năm 2001.
Anh gia nhập Alianza cho mùa giải Apertura 2003, và đến Luis Ángel Firpo trước mùa giải Clausura 2006. Sánchez thi đấu cho Luis Ángel Firpo ở Vòng bảng CONCACAF Champions League 2008–09.
Sánchez trở lại Alianza đầu mùa giải Clausura 2012 và ký hợp đồng cho hai mùa giải.